# Comté de Hampton
Le comté de Hampton est l’un des 46 comtés de l’État de Caroline du Sud, aux États-Unis. Son siège est Hampton. Selon le recensement de 2010, la population du comté est de 21 090 habitants. 

## Géographie
Le comté a une superficie de 1 457 km², dont 1 450 km² de terre ferme. 

## Démographie
| 1880   | 1890   | 1900   | 1910   | 1920   | 1930   |
| ------ | ------ | ------ | ------ | ------ | ------ |
| 18 741 | 20 544 | 23 738 | 25 126 | 19 550 | 17 243 |

| 1940   | 1950   | 1960   | 1970   | 1980   | 1990   |
| ------ | ------ | ------ | ------ | ------ | ------ |
| 17 465 | 18 027 | 17 425 | 15 878 | 18 159 | 18 191 |

| 2000   | 2010   | - | - | - | - |
| ------ | ------ | - | - | - | - |
| 21 386 | 21 090 | - | - | - | - |